# Aphanopus capricornis
Aphanopus capricornis és una espècie de peix pertanyent a la família dels triquiúrids.

## Descripció
- Pot arribar a fer 77,8 cm de llargària màxima.
- 44-46 espines i 54-59 radis tous a l'aleta dorsal i 2 espines i 46-49 radis tous a l'anal.
- 106-108 vèrtebres.[5][6]

## Hàbitat
És un peix marí i bentopelàgic que viu entre 879 i 1.024 m de fondària (14°S-34°S).

## Distribució geogràfica
Es troba al Pacífic occidental (l'est d'Austràlia) i el Pacífic sud-oriental (el Perú).

## Observacions
És inofensiu per als humans.